# Ayelet Shachar
Ayelet Shachar  (née le 4 juin 1966 en Israël)  est une directrice à l'Institut Max-Planck de recherche sur les sociétés multireligieuses et multiethniques (MPI-MMG) à Göttingen et professeur des sciences juridiques et politiques à l'Université de Toronto. Ses recherches portent sur le droit de la citoyenneté et de l'immigration, la diversité religieuse et la justice entre les genres, les migrations de personnes hautement qualifiées et l'inégalité mondiale. En mai 2019, Ayelet Shachar reçoit le  prix Gottfried-Wilhelm-Leibniz « pour son rôle de premier plan dans la recherche multidisciplinaire sur la justice mondiale et l'immigration ».

## Carrière scientifique
Ayelet Shachar commence ses études à l'université de Tel-Aviv, où elle obtient une licence en droit (LL.B.) et en sciences politiques en 1993. Elle obtient ensuite une maîtrise en droit (LL.M., 1995) et un doctorat (J.S.D., 1997) à la Yale Law School. En 1999, Shachar est nommée à l'université de Toronto, d'abord comme professeur invité (1999), puis comme professeur adjoint (1999-2004) et enfin comme professeur associé (2004-2007). Elle est nommée professeur titulaire de droit, de sciences politiques et d'affaires mondiales en 2007, lorsqu'elle occupe également la chaire de recherche du Canada sur la citoyenneté et le multiculturalisme. Depuis 2015, Ayelet Shachar est membre scientifique de la Société Max Planck et directrice de l'Institut Max-Planck de recherche sur les sociétés multireligieuses et multiethniques, où elle dirige le département d'éthique, de droit et de politique.

## Thèmes de recherche
Ayelet Shachar mène des recherches à l'interface entre la jurisprudence et la théorie politique sur trois sujets : la diversité religieuse et la justice entre les sexes, l'appartenance et les régimes frontaliers, et la commercialisation de la citoyenneté.

### Diversité religieuse et égalité des sexes
Dans son premier livre, Multicultural Jurisdictions : Cultural Differences and Women's Rights, publié en 2001, Shachar examine la relation entre les droits des femmes et la religion et fait des suggestions sur la façon de mieux concilier la diversité religieuse et la justice en matière de genre. Ce travail scientifique a également été remarqué dans le débat public plus large ; par exemple, le chef de l'Église anglicane, l'archevêque de Canterbury Rowan Williams, dans un discours sur l'« Islam en droit anglais » à la Cour royale de justice le 7 février 2008, a cité à plusieurs reprises des passages du Multicultural Jurisdictions.

### Appartenance et régime frontalier
Son deuxième livre The Birthright Lottery : Citizenship and Global Inequality (Harvard University Press, 2009) traite du principe universel selon lequel la citoyenneté s'acquiert par hasard à la naissance, sur la base du lieu de naissance (« ius soli ») ou sur la base de la nationalité des parents (« ius sanguinis »). Shachar fait valoir que l'acquisition d'une appartenance politique est aujourd'hui l'analogue  de l'acquisition d'une propriété privée dans le passé. Cela a des conséquences importantes, selon Shachar, car la citoyenneté qu'une personne reçoit à la naissance a un effet durable sur ses chances dans la vie. Pour contrecarrer ce système d'inégalité mondiale, Shachar a proposé le principe d'un « ius nexi ». En 2010, la birthright lottery a été distinguée par la section International Ethics de l'International Studies Association (ISA)  comme  notable book.
En plus des questions de citoyenneté, Shachar examine les développements actuels dans la façon dont les frontières des États-nations changent, passant de lignes territoriales autrefois enregistrées sur des cartes à des zones flexibles dans le pays et à l'étranger, créant de nouveaux espaces frontaliers mobiles pour le contrôle des migrations par l'État. Son nouveau livreThe Shifting Border : Legal Cartographies of Migration and Mobility examine ces développements et sera publié dans la série Critical Power de Manchester University Press.

### La commercialisation de la citoyenneté
Dans ses recherches actuelles, Shachar se concentre sur la commercialisation croissante des responsabilités souveraines des États telles que la naturalisation et le contrôle des migrations, par exemple dans le cadre d'une procédure accélérée basée sur de fortunes privés ou de frais très élevés des requérants.

## Prix et distinctions (sélection)
- 2002: Winner of First Book Award de la section Foundations of Political Theory de l'American Political Science Association (APSA) pour le livre  Multicultural Jurisdictions: Cultural Differences and Women’s Rights
- 2010: Notable Book de la section International Ethics  de l'International Studies Association (ISA) pour le livre  The Birthright Lottery: Citizenship and Global Inequality
- 2013: Best Chapter Award de la section Migration and Citizenship de l'American Political Science Association (APSA) pour le chapitre « Citizenship » du The Oxford Handbook of Comparative Constitutional Law
- depuis 2014: membre de la  Royal Society of Canada
- depuis 2017: membre de l'Akademie der Wissenschaften zu Göttingen
- 2019: prix Gottfried-Wilhelm-Leibniz

## Publications

### Livres
- 2001: Multicultural Jurisdictions : Cultural Differences and Women’s Rights, Cambridge University Press (ISBN 978-0-511-49033-0) — (Cambridge online publication 2009)
- 2009: The Birthright Lottery : Citizenship and Global Inequality, Harvard University Press, 2009, 273 p. (ISBN 978-0-674-03271-2, lire en ligne)
- 2015: avec Geoffrey Brahm Levey (éditeurs), The Politics of Citizenship in Immigrant Democracies : The Experience of the United States, Canada, and Australia., Routledge (ISBN 978-1-138-05798-2)
- 2017: (en) avec Rainer Bauböck, Irene Bloemraad et Maarten Vink (éditeurs), The Oxford Handbook of Citizenship, New York, Oxford University Press, 2017, 880 p. (ISBN 978-0-19-880585-4, lire en ligne)
- 2020 : The shifting border : Legal cartographies of migration and mobility, Manchester University Press, coll. « Critical Powers », février 2020, 328 p. (ISBN 978-1-5261-4531-4, présentation en ligne)

### Périodiques et ouvrages collectifs (sélection)
- « Family Matters: Is there Room for 'Culture' in the Courtroom? », dans Will Kymlicka, Matt Matravers et Claes Lernestedt (éditeurs), Criminal Law and Cultural Diversity, Oxford, New York, Oxford University Press, 2014 (ISBN 978-0-19-967659-0, lire en ligne), p. 119–152
- « Introduction: Citizenship and the ‘Right to Have Rights’ », Citizenship Studies, vol. 18, no 2,‎ 2014, p. 114–124 (ISSN 1362-1025, DOI 10.1080/13621025.2014.886389)
- avec Ran Hirschl, « On Citizenship, States, and Markets », Journal of Political Philosophy, vol. 22, no 2,‎ 2014, p. 231–257 (DOI 10.1111/jopp.12034)
- « The Search for Equal Membership in the Age of Terror », dans Edward M. Iacobucci et Stephen J. Toope (éditeurs), After the Paris Attacks: Responses in Canada, Europe and Around the World, University of Toronto Press, 2015 (ISBN 978-1-4426-3001-7, lire en ligne), p. 65–73
- « Selecting by Merit: The Brave New World of Stratified Mobility », dans Sarah Fine et Lea Ypi (éditeurs), Migration in Political Theory: The Ethics of Movement and Mobility, Oxford University Press, 2016 (ISBN 978-0-19-967660-6, lire en ligne), p. 175–201
- « Citizenship for Sale? », dans The Oxford Handbook of Citizenship, Oxford University Press, coll. « Oxford Handbooks in Law », 2017 (ISBN 978-0-19-880585-4, lire en ligne)
- « The Marketization of Citizenship in an Age of Restrictionism », Ethics and International Affairs, vol. 32,‎ 2018, p. 3–13